# گرد فالتینگز
گرد فالتینگز (به آلمانی: Gerd Faltings) (زاده ۲۸ ژوئیه۱۹۵۴ در گلزن‌کیرشن) ریاضیدان اهل آلمان است. او بیشتر به خاطر اثبات حدس موردل که برای آن در سال ۱۹۸۶ مدال فیلدز را دریافت کرد نامبردار است.

## زندگی و کارنامه
فالتینگز در خانواده ای با سابقه علمی به دنیا آمد. پدرش فیزیکدان و مادرش شیمیدان بودند و او در سنین بسیار پایین استعداد ریاضی اش را نشان داد. او در دانشگاه مونستر فوق لیسانس و دکترا را با سرپرستی هانس یواخیم نستولد دریافت کرد. سپس برای یک سال به امریکا رفت و در سال ۱۹۸۱ در مونستر درجه شایستگی را به دست آورد. در ۱۹۸۲ به ووپرتال رفت و به عنوان جوانترین پروفسور ریاضیات آلمان مشغول به کار شد. در سال ۱۹۸۳ با مقاله ۱۷ صفحه ایش که در آن حدس موردل و حدس شافارویچ هر دو به اثبات رسیده بودند توجه جهانی را به خود برانگیخت. فالتینگز در این مقاله به گونه گسترده ای از نظریه آراکلوف که به وسیله سورن آراکلوف ریاضیدان روس پرورانده شده بود بهره گرفت. در سال ۱۹۸۶ به خاطر این دستاورد مدال فیلدز به او داده شد. در سال ۱۹۸۵ فالتینگز به دانشگاه پرینستون در آمریکا رفت و با این کار بحث های بسیاری را درباره جذابیت محیط علمی آلمان برای پژوهشگران جوان آلمانی برانگیخت. او ۹ سال بعد در سال ۱۹۹۴ به آلمان بازگشت و در موسسه ریاضی ماکس پلانک در بن به فعالیت پرداخت. او از سال ۱۹۸۵ مدیریت این موسسه را به عهده دارد. دستاورد های فالتینگز در اثبات قضیه آخر فرما به وسیله اندرو وایلز به کار برده شدند.
علایق ریاضی فالتینگز از زبان خود او عبارتند از: نظریه هاج، هندسه جبری حسابی، نظریه فضاهای پیمانه ای، نظریه های کوهمولوژی و کلاف های برداری روی خم ها.